# العر (حزم العدين)

تعديل مصدري - تعديل

العر هي إحدى قرى عزلة بني الفخر بمديرية حزم العدين التابعة لمحافظة إب، بلغ تعداد سكانها 661 نسمة حسب تعداد اليمن لعام 2004.